# Northeast Harbor
Northeast Harbor es un lugar designado por el censo ubicado en el condado de Hancock en el estado estadounidense de Maine. En el Censo de 2020 tenía una población de 370  habitantes y una densidad poblacional de 90,02 habitantes por km². Fue incluido como CDP en el censo de 2020. 

## Geografía
Northeast Harbor se encuentra ubicado en las coordenadas 44°17′39″N 68°17′23″O / 44.29417, -68.28972. Según la Oficina del Censo de los Estados Unidos,  tiene una superficie total de 4,11 km², de la cual 1,87 km² corresponden a tierra firme y 2,24 km² a agua.